# Linguística textual
Linguística textual é um ramo relativamente novo da linguística, que se relaciona estreitamente com a análise do discurso, da qual é frequentemente  usada como sinônimo, e cujo objeto de estudo é o texto.
Surge na Europa, mais especificamente na Alemanha, na década de 1960, como resultado de inquietações em torno das perspectivas teórico-metodológicas até então adotadas para a análise de frases e textos. Seu desenvolvimento, como lembra Bentes (2006, p. 246), não foi homogéneo, mas, de uma forma geral, podem-se distinguir três fases com preocupações teóricas bastante diversas entre si: 
- a análise transfrástica
- a gramática de texto
- a teoria do texto

De acordo com o artigo de Ananias Agostinho da Silva, linguística textual é um ramo recente da ciência que possue o texto como unidade de análise específica e completa de manifestação da linguagem, se dividindo em três momentos; estudar as relações existentes entre enunciados em sequência, a distinção entre um texto coerente e um aglomerado de frases sem ligação e a compreensão do texto. Esses estudos possuem o objetivos de compreender a produção, construção e recepção de textos orais ou textuais.

## Análise Transfrástica
Na primeira fase, os estudos da Linguística Textual focavam predominantemente nos dispositivos que estabeleciam relações entre as frases. Aqui, a concepção de texto ainda era presa ao caráter “duas ou mais frases” (texto como continuidade da frase, ou seja, a análise partia da frase para o todo) e as análises giravam em torno de aspectos como correferência, pronominalização, seleção de artigo, ordem das palavras, relação tema/tópico, concordância de tempos verbais entre outros.
Os estudos de referência, sobretudo correferência, ocuparam o primeiro lugar nessa fase. De fato, considera-se que a sequência de frases que constitui o texto se dá através dos pronomes, sendo eles toda e qualquer expressão de retomada. É por isso que, segundo Koch, nessa fase, a base do texto era a “concatenação pronominal ininterrupta”.
A visão engessada nos elementos internos ao texto deixava lacunas na análise textual da época. Ao limitar-se a processos correferenciais anafóricos (quando o referente vem antes) e catafóricos (quando o referente vem depois), os estudos ignoravam fenômenos remissivos não correferenciais, anáforas associativas e indiretas, dêixis textual, dentre outros. Além disso, eram deixados de lado aspectos de retomada textual de maior extensão (aqueles onde pronomes retomavam fragmentos completos de um texto).
Exemplos de fenômenos não aprofundados pela LT na 1ª fase:
“Ontem houve um casamento. A noiva usava um longo vestido branco.” (Isenberg, 1968) – anáfora associativa, pois “casamento” e “noiva” fazem parte do mesmo campo lexical, estando, portanto, associados semanticamente.
“Naquele dia, ele recebeu um telegrama, comunicando-lhe a volta da noiva, que se achava no exterior. Isso renovou-lhe o ânimo abatido.” (Koch) – retomada textual de maior extensão.

## As gramáticas de texto
Apesar de Koch considerar o surgimento das gramáticas de texto parte integrante da primeira fase, alguns autores entendem isso como uma fase distinta. Nessa fase, sob grande influência gerativista, as gramáticas de texto têm por objetivo executar três funções principais: definir texto e seus constituintes; estabelecer critérios para delimitar o que é texto do que não é; categorizar diferentes textos. Por consequência, as competências linguísticas tipicamente gerativistas são analogamente aplicadas ao nível textual, atribuindo ao falante as capacidades de distinguir textos de não textos, criá-los e parafraseá-los.
Com as gramáticas, o sentido de continuidade frase-texto inverte-se e, agora, o texto passa a ter caráter hierárquico superior à frase, de modo que o mesmo se torna um signo linguístico primário. Por consequência, as análises passam a ir do todo (texto) para as partes (frase, signo linguístico constituinte).
Têm destaque nessa fase alguns autores importantes. A começar pelo estruturalista Harald Weinrich, que define o texto como “uma sequência linear de lexemas, e morfemas que se condicionam reciprocamente, e que, também reciprocamente, constituem o contexto” (Koch, 2015). Ele foca na macrossintaxe do discurso e propõe uma análise heurística baseada na “partitura textual”. Já Janos Petöfi apresenta um modelo baseado numa semântica indeterminada e nas manifestações lineares do texto determinadas pela parte transformacional. Em sua teoria, chamada “TeSWeST” (TextstrukturWeltstruktur) ele estabelece uma relação entre a estrutura de um texto e as interpretações extensionais do mundo. Por fim, tem-se um dos pioneiros da Linguística Textual, Teun van Dijk, que, dentre outras contribuições, propôs uma gramática textual com as seguintes características: baseia-se na teoria gerativa; pertence à lógica formal; e unifica as gramáticas enunciativa e a textual.

## A virada pragmática
Ao reconhecerem o texto como unida fundamental da comunicação/interação humana, os linguistas reconheceram a necessidade de transcender a base sintático-semântica. Para tanto, a Linguística Textual passa a propor abordagens baseadas em moldes ora contextuais ora comunicativos, buscando a conexão entre texto e comunicação-situacionalidade, já que agora o texto é visto como algo não-acabado e não-autônomo, mas sim como elementos de uma atividade humana complexa.
Nessa terceira fase, alguns autores também se destacam na proposição de teorias voltadas para a Pragmática. Um dos principais contribuintes da virada pragmática foi Wunderlich, que adotou a Teoria da Atividade Verbal, tratando de elementos enunciativos, como a dêixis, atos de fala e interação face a face. Numa perspectiva semelhante, Isenberg destaca que o aspecto pragmático determina o sintático e o semântico e que os elementos presentes no texto se devem à intenção do falante. De modo complementar, Schmidt diz que o enunciado só constitui um texto coerente se realizado de forma intencional e se identificado por aqueles envolvidos no processo comunicativo. Logo, sua teoria investiga de que modo se dá a produção e recepção do texto-em-função. Motsch reafirma a linha de pensamento pragmática ao dizer que uma vez que o propósito da ação comunicativa é atingido por meio do enunciado, então existe, sim, uma relação entre a ação e o enunciado, de modo que a primeira é representada no segundo. Dessa forma, pode-se reconstruir a intenção do falante por meio do enunciado.
Por fim, Heinemann e Viehweger resumem a virada pragmática em alguns postulados: o uso da língua implica na realização de ações comunicativas; a ação verbal é uma ação social; a ação verbal é realizada através da produção e recepção de textos; a ação verbal provém de um plano/estratégia de ação; e o texto não tem fim em si mesmo.
Progressivamente, foi-se se afastando da influência estruturalista e adotando, em seus estudos, uma preocupação com os "processos de produção, recepção e interpretação dos textos, reintegrando o sujeito e a situação de comunicação em seu escopo teórico” . Assim, “de uma disciplina de inclinação primeiramente gramatical (análise transfrástica, gramática textual), depois pragmático-discursiva, ela transforma-se em uma disciplina com forte tendência sócio-cognitivista” , e, com essa passagem, um novo conceito de texto, de contexto e de análise se institui; é uma orientação possível na análise de textos.
A linguística textual é especialmente valorizada na Alemanha e na Holanda. Ao contrário das correntes estruturalistas, cujo foco de estudos são os aspectos formais e estruturais do texto, essa vertente concentra suas atenções no processo comunicativo estabelecido entre o autor, o leitor e o texto em um determinado contexto. A interação entre eles é que define a textualidade de um texto. Na década de 1970, um projeto pioneiro da universidade de Konstanz, na Alemanha, tentou construir uma gramática de texto explícita; o projeto pareceu não ter sucesso, e as investigações que se seguiram caracterizaram-se por uma elaboração e sofisticação maiores.
A linguística textual faz um uso dos conceitos e da terminologia linguística corrente, e muito do que se faz nesse campo são tentativas de estender os tipos correntes de análise linguística a unidades maiores do que a sentença. Consequentemente, essa orientação tem muito em comum com a análise do discurso. A orientação funcionalista chamada linguística sistêmica compartilha algumas idéias importantes com a linguística textual, mas tem uma natureza bastante diferente.